# Léon Vincent
 (août 2021).
Léon Vincent est un homme politique français né le 20 juillet 1874 à Calais (Pas-de-Calais) et mort le 4 août 1955 dans le 18e arrondissement de Paris.

## Biographie
Entrepreneur en manutention et transit sur le port de Calais, Léon Vincent est membre de la chambre de commerce dès 1904. Conseiller municipal de Calais de 1900 à 1936, premier adjoint de 1919 à 1922 et maire de 1925 à 1934, il est aussi président du conseil d'arrondissement. Il est député du Pas-de-Calais de 1928 à 1936, siégeant au groupe républicain socialiste. Il est secrétaire de la Chambre de 1928 à 1932 et vice-président de la commission de la Marine marchande. Il est également censeur de la Banque de France et président de la fédération maritime du port de Calais.
Il est inhumé dans le cimetière nord de Calais.

## Sources
- « Léon Vincent », dans le Dictionnaire des parlementaires français (1889-1940), sous la direction de Jean Jolly, PUF, 1960 [détail de l’édition]